# Културен лен
Културният лен (Linum usitatissimum) е вид растения от рода Лен (Linum). Стъблото му е тънко, цилиндрично, 30 – 120 cm високо. Листата са последователни, на върха заострени, 2 – 4 cm дълги. Тичинките са 5. Плодникът е почти кълбовидна, обикновено десетсеменна кутийка. Семената са продълговато яйцевидни, сплескани, 4 – 6 mm дълги, кафяви, гладки, лъскави. Цъфти през юни и началото на юли, а плодовете узряват през юли-август.

## Текстилен плат
Ленът е текстилен плат, изработван от влакна, добивани от стъблата на растението лен. Ленът има много гладка повърхност, лесно попива вода и лесно изсъхва. Ленът е много устойчив на опън и по-твърд от памука. Подходящ е за летни облекла и спално бельо.

## Използване в медицината
За медицински цели се използва лененото семе, събрано в пълна зрелост, като се предпочита едросеменният маслодаен лен. Консумацията на неузряло ленено семе може да доведе до отравяне. Не се препоръчва консумацията на ленено семе при бременност и кърмене, т.к. може да доведе до увреждане на плода. Приложение намират лененото брашно и лененото масло. Лененото семе има слабително и омекчаващо действие.
Странични ефекти.
Част от възможните странични ефекти са: газове, диария, възможни са алергични реакции.